# Andreas Speit

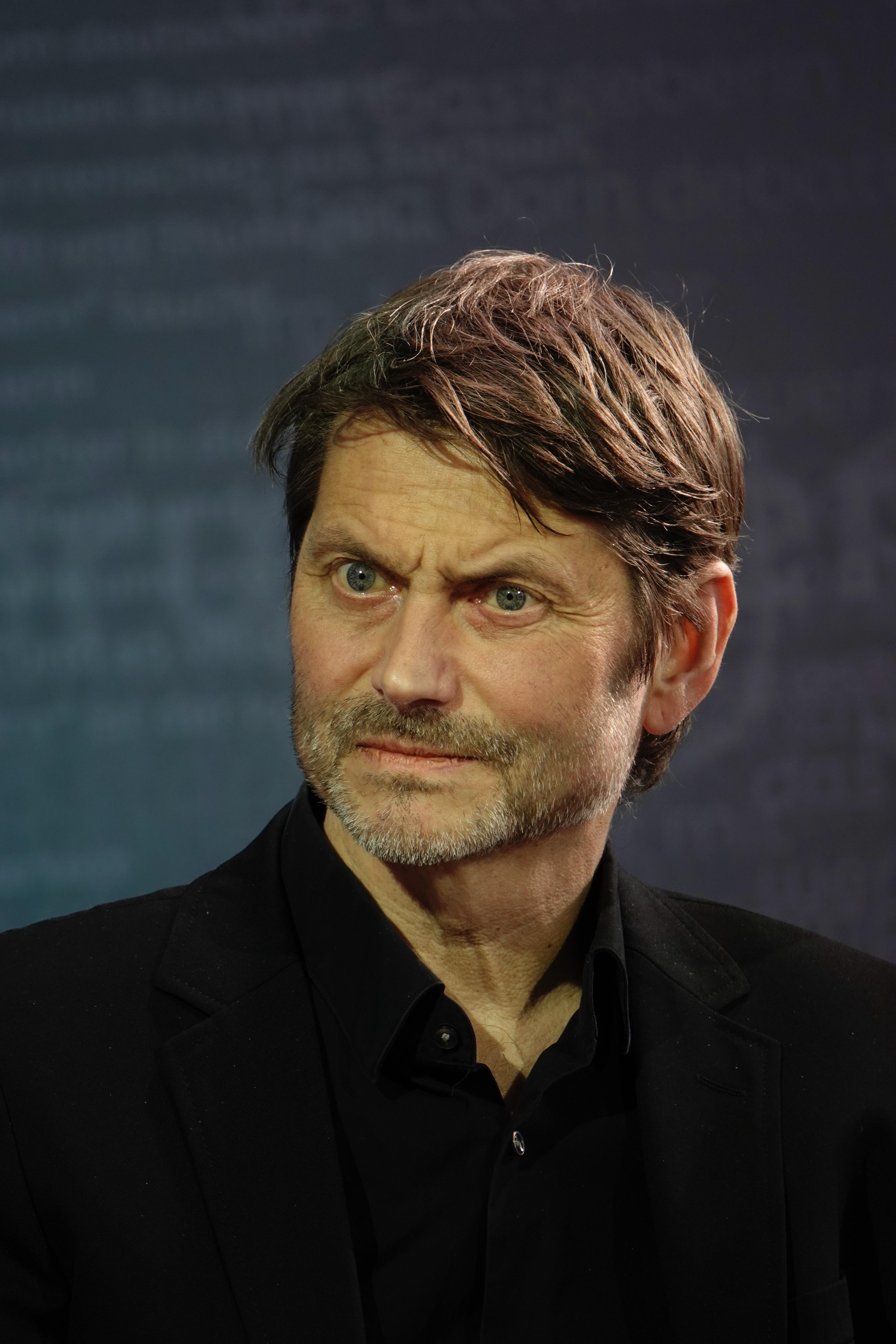
Andreas Speit 2025 auf der Leipziger Buchmesse

Andreas Speit (* 1966 in Bad Harzburg) ist ein in Hamburg lebender deutscher Journalist und Publizist, Autor und Herausgeber von Büchern zu den Themen Rechtsextremismus und Neonazismus in Europa. Er gilt als ein Kenner der rechtsextremen Szene in Deutschland.

## Leben und Wirken
Nach seiner Ausbildung und Tätigkeit als Heilerziehungspfleger studierte Andreas Speit Sozialwissenschaften an der Hamburger Universität für Wirtschaft und Politik und schloss 1996 das Studium als Diplom-Sozialökonom mit einer Arbeit über Paul Förster ab.
Seinen ersten Artikel als freier Journalist schrieb er nach eigener Angabe über den Umgang mit behinderten Menschen und überzeugten NS-Medizinern nach 1945. Seit 1991 schreibt er regelmäßig für die tageszeitung (taz) über Rechtsextremismus, insbesondere in den Spektren rechte Esoterik, Ökologische Rechte, intellektueller Rechtsextremismus auch bekannt unter der Selbstbezeichnung „Neue Rechte“, Deutschnationalismus, Reichsbürger, Verschwörungsideologie, militanter Neonazismus und Rechtsterrorismus. Seit 2005 erscheint seine wöchentliche Kolumne „Der rechte Rand“ in der taz Nord, für die er 2012 mit dem Journalisten-Sonderpreis Ton angeben. Rechtsextremismus im Spiegel der Medien ausgezeichnet wurde. Er ist Mitpreisträger des „Grimme Online Award 2008“ für das Zeit Online-Portal Störungsmelder, für das er seit 2007 die aktuellen Entwicklungen der Neuen Rechten und des Neonazismus in Deutschland analysiert, dokumentiert und kommentiert. Er ist ferner in den Zeitungen Die Zeit, Jungle World und Freitag sowie im politischen Feuilleton des Deutschlandradio anzutreffen. Darüber hinaus schreibt er ehrenamtlich für verschiedene Projekte wie das u. a. von der Wochenzeitung Die Zeit initiierte Netz gegen Nazis sowie das Informationsportal Blick nach Rechts und das Magazin Der Rechte Rand. Von 2006 bis 2010 gehörte Speit zu den Autoren des Themendossiers Rechtsextremismus der Bundeszentrale für politische Bildung (bpb).
Zusammen mit der Journalistin Andrea Röpke hat er als Autor und Herausgeber zahlreiche Bücher zu den Themen Rechtsextremismus und Neonazis veröffentlicht, u. a. 2013 Blut und Ehre. Geschichte und Gegenwart rechter Gewalt in Deutschland, über das Harald Bergsdorf in der Frankfurter Allgemeinen Zeitung schreibt, das Ziel des Buches bestehe darin, nicht nur die Morde der Terrorgruppe NSU zu analysieren, sondern „auch die historischen Hintergründe des Rechtsterrors auszuleuchten und sein gegenwärtiges Umfeld aufzuhellen“. „Die Autoren präsentieren ein akribisches und solides Buch, das wichtige Informationen über die Geschichte und Gegenwart des Rechtsextremismus und Rechtsterrorismus in der Bundesrepublik zusammenfasst. Mit ihrem Werk beweisen sie viel Empathie für (potentielle) Opfer von Rechtsextremismus und Gewalt.“
Speit gehört in Deutschland zu den Experten für den Rechtsextremismus, der in zahlreichen Medien zitiert und interviewt sowie von Wissenschaftlern und anderen Fachautoren rezipiert wurde. Seine Bücher wurden in Medien wie der Zeit, der Süddeutschen Zeitung und der FAZ rezensiert. Speit war Referent bei Landeszentralen für politische Bildung, beim Deutschen Gewerkschaftsbund, bei der Friedrich-Ebert-Stiftung und der Medienakademie von ARD/ZDF.

## Publikationen
Bücher
- Autoritäre Rebellion. Ch. Links Verlag, Berlin 2025, ISBN 978-3-96289-232-6.
- Verqueres Denken. Gefährliche Weltbilder in alternativen Milieus. Ch. Links Verlag, Berlin 2021, ISBN 978-3-96289-110-7.
- Entkultivierung des Bürgertums. Orell Füssli, Zürich 2019, ISBN 978-3-280-05709-4.
- Mit Andrea Röpke: Völkische Landnahme. Alte Sippen, junge Siedler, rechte Ökos. Ch. Links Verlag, Berlin 2019, ISBN 978-3-86153-986-5.
- Das Netzwerk der Identitären. Ideologie und Aktionen der Neuen Rechten. (Hrsg. und Mitautor). Ch. Links Verlag, Berlin 2018, ISBN 978-3-96289-008-7.
- Reichsbürger – Die unterschätzte Gefahr. Ch. Links, Berlin 2017 (Hrsg. und Mitautor), ISBN 978-3-86153-958-2.
- Bürgerliche Scharfmacher. Deutschlands neue rechte Mitte – von AfD bis Pegida. Orell Füssli Verlag, Zürich 2016.
- Mit Martin Langebach: Europas radikale Rechte. Bewegungen und Parteien auf Straßen und in Parlamenten. Orell Füssli Verlag, Zürich 2013.
- Hrsg. mit Andrea Röpke: Blut und Ehre. Geschichte und Gegenwart rechter Gewalt in Deutschland. Ch. Links, Berlin 2013, ISBN 978-3-86153-707-6.
- Mit Andrea Röpke: Mädelsache! Frauen in der Neonazi-Szene. Ch. Links, Berlin 2012.
- Hrsg. mit Andrea Röpke: Neonazis in Nadelstreifen. Die NPD auf dem Weg in die Mitte der Gesellschaft. (1. Auflage 2008) 3., aktualisierte Auflage, Ch. Links, Berlin 2010.
- Braune Kameradschaften. Die neuen Netzwerke der militanten Neonazis. (1. Aufl. 2004) Ch. Links, Berlin 2010.
- Mit Paul Wellsow: Die extreme Rechte in Deutschland. Unrast Verlag, Münster 2009.
- Ästhetische Mobilmachung. Dark-Wave, Neofolk und Industrial im Spannungsfeld rechter Ideologien. Unrast Verlag, Münster 2002.
- Mit Jean Cremet und Felix Krebs: Jenseits des Nationalismus: ideologische Grenzgänger der „Neuen Rechten“ – ein Zwischenbericht. Unrast Verlag, Münster 1998.

Fachartikel
- Mit Paul Wellsow: Nazi-Morde unter staatlicher Aufsicht. In: Blätter für deutsche und internationale Politik. Jahrgang 57, Heft 1, 2012, S. 47–52.

Sonstige Publikationen
- Rechtsextremismus und Arbeitswelt. Ausstiege, Einstiege, Interdependenzen. Friedrich-Ebert-Stiftung, Forum Berlin (Hrsg.), Projekt gegen Rechtsextremismus, 2012, (Tagungsbericht), ISBN 978-3-86498-113-5 (PDF).
- Mädelsache! Frauen in der Neonazi-Szene. Schriftenreihe Bd. 71146 der Bundeszentrale für politische Bildung (Hrsg.), Bonn 2011.
- Styles und Codes des Rechtsextremismus. Landeszentrale für Politische Bildung, Geschäftsstelle Netzwerk für Demokratie und Toleranz (Hrsg.), Magdeburg 2009.
- Mythos Kameradschaft: gruppeninterne Gewalt im neonazistischen Spektrum. Bildungsvereinigung Arbeit und Leben Niedersachsen Ost, Arbeitsstelle „Rechtsextremismus und Gewalt“, Vereinigung der Verfolgten des Naziregimes (Hrsg.), Braunschweig 2005.

## Auszeichnungen
- 2007 Lokaljournalist des Jahres, Preis des Medium Magazins.
- 2008 Mitpreisträger des Grimme Online Award 2008 für das Zeit-Online-Portal Störungsmelder.
- 2012 Journalisten-Sonderpreis TON ANGEBEN. Rechtsextremismus im Spiegel der Medien des Deutschen Journalistenverbandes und des Ministeriums für Justiz und Gleichstellung des Landes Sachsen-Anhalt.